# Freycinetia latibracteata
Freycinetia latibracteata är en enhjärtbladig växtart som beskrevs av Elmer Drew Merrill och Lily May Perry. Freycinetia latibracteata ingår i släktet Freycinetia och familjen Pandanaceae. Inga underarter finns listade.